# Loasa lenta
Loasa lenta là một loài thực vật có hoa trong họ Loasaceae. Loài này được J.F. Macbr. mô tả khoa học đầu tiên năm 1941.